# بونغينكوسي ماكالا
بونغينكوسي ماكالا (بالإنجليزية: Bonginkosi Macala)‏ (5 أكتوبر 1985 في جنوب أفريقيا - ) هو لاعب كرة قدم جنوب أفريقي في مركز الدفاع. لعب مع نادي جامعة بريتوريا ونادي جومو كوزموز وسانتوس ونادي أمازولو.